# Наянари

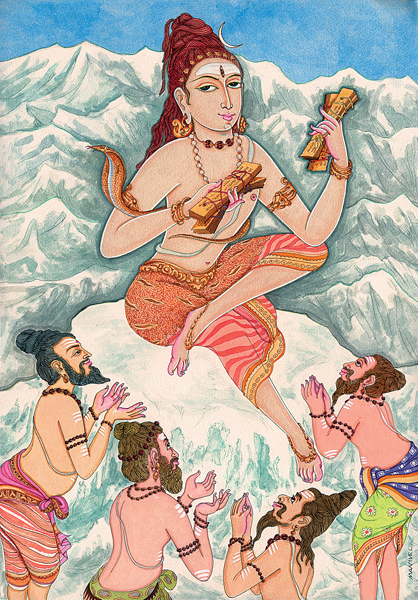
Шива в оточенні своїх відданих

Наяна́ри або Наянма́ри — тамільські шиваїтські святі поети-бгакти, які жили й творили в період від V до X століття у Тамільській державі. Разом налічувалось 63 наянари. 

## Походження та творчість
Наянари походили з різних шарів суспільства: одні з них були представниками царських династій, натомість інші —— солдатами чи паріями. Вважається, що найвидатнішими серед наянарів були Аппар, Самбандар і Сундарар. Поряд з 12 вайшнавістськими святими альварами наянарів зараховують до групи «75 південноіндійських апостолів бгакті», визнаючи тим самим їхній внесок до поширення течії бгакті. 
Наянари мандрували Південною Індією, оспівуючи у своїх гімнах славу Шиви, якого вони розглядали як друга, батька чи володаря.